# Niedokończone słowo
Niedokończone słowo (tytuł oryginalny: Fjalë pa fund) – albański film fabularny z roku 1986 w reżyserii Spartaka Pecaniego.

## Opis fabuły
Bardhyl i Madalena są młodym małżeństwem. Żyją w szczęściu i harmonii do momentu, kiedy Bardhyl usłyszy rozmowę nieznanych mu sąsiadów, którzy wypowiadają się niepochlebnie o jego żonie. Życie małżeńskie wypełniają odtąd kłótnie i sceny zazdrości.
Film realizowano w Tiranie.

## Obsada
- Vladimir Muzha jako Bardhyl
- Luiza Xhuvani jako Madalena
- Rajmonda Aleksi jako reporterka
- Marko Bitraku jako Apostol
- Marika Kallamata jako matka Madaleny
- Zhulieta Kulla jako Aneta
- Drita Pelingu jako matka Bardhyla
- Ndrek Shkjezi jako emeryt
- Agim Qirjaqi jako sąsiad Bardhyla
- Arqile Lipe jako sąsiadka Bardhyla
- Engjellushe Xhixha jako Drita
- Antoneta Fishta